# Awdal

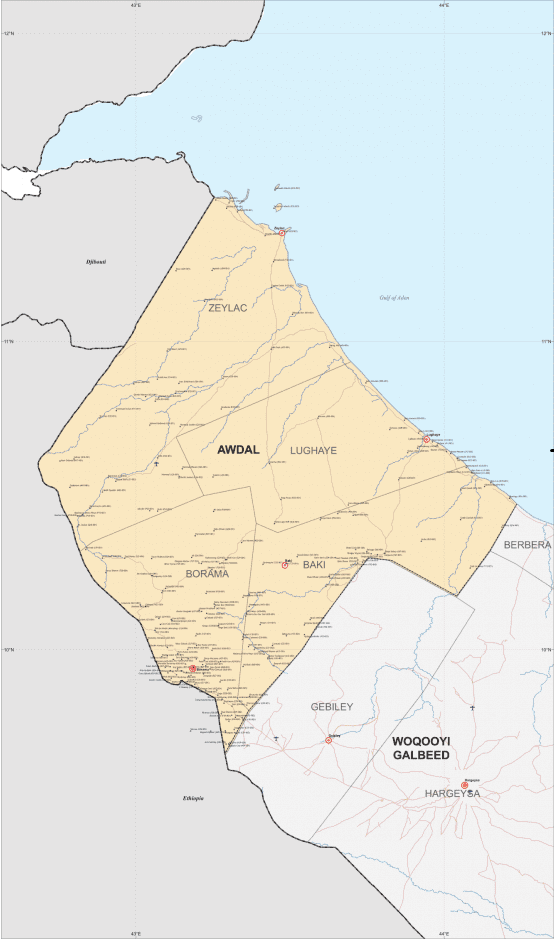
Awdal i Salal 2008

Awdal fou una de les sis regions en què estava dividia administrativament (fins al març del 2008) la República de Somalilàndia. La capital fou Borama (anteriorment fou Baki). Limitava amb Djibouti (nord-oest i oest), Etiòpia (sud-oest i sud), la regió de Woqooyi Galbeed a Somalilàndia (est) i el golf d'Aden (nord).
La regió fou creada pel règim de Siad Barre el 1982. Ha estat poc tocada per la guerra civil. Durant el període d'independència de Somàlia (1960-1991) les inversions a la zona foren molt minses, però després el govern de Somalilàndia ha capgirat la situació segons afirma. Actualment sembla que gaudeix d'un bon nivell de vida. Awdal compta amb una universitat anomenada Universitat d'Amoud, que es troba a Borama i fou inaugurada el 4 de novembre de 1998 després d'una iniciativa d'emigrants de la regió als països del golf Pèrsic.
La regió d'Awdal la formaven cinc districtes:
- - Baki
  - Borama
  - Lughaya
  - Saylac
  - Dilla

El 22 de març de 2008 es va crear (ocupant la major part de l'antiga regió d'Awdal) la regió de Salal que inclogué tots els territoris a l'oest, nord i nord-est. La regió d'Awdal va quedar dividia en quatre districtes, un de nova creació:
- - Baki
  - Borama
  - Dilla
  - Magalo Ad

Els altres dos districtes (Lughaya i Saylac o Zeila) van passar a formar part de Salal, on es van crear tres nou districtes: 
Garba Dardar, Boon i Harirad.
El seu nom deriva de l'històric estat d'Adal. Vegeu Adal.
El 12 de maig de 1991 els caps de clan d'Awdal van signar un acord confederal amb Somalilàndia. El 1995 els clans es van pronunciar per la independència però després de negociacions es va fer un referèndum el 1997 sobre associació política i es va seguir en una situació de vinculació amb Somalilàndia. Informacions aparegudes a Internet apunten a un referèndum d'autodeterminació a celebrar el 14 de novembre del 2008 a Awdal i Salal, que s'haurien de pronunciar només sobre la sobirania, amb una aliança estratègica amb Somalilàndia.
El 13 de gener de 2008 una catàstrofe va afectar la regió d'Awdal i la veïna de Gabiley; una calamarsada acompanyada de vents de més de 100 km hora van afectar la zona per tres dies, i les temperatures van caure sobtadament, a causa del gel, a uns 20 graus sota cero, afectant a totes les formes de vida dels districtes de Zeyla (Saylac), Lughaya i Baki. Van morir uns 70000 animals, principalment ovelles i camells i 50000 animals salvatges.